# Альбардон (департамент)
Департамент Альбардон (исп. Departamento Albardón) — департамент в Аргентине в составе провинции Сан-Хуан.
Территория — 945 км². По данным Национального института статистики и переписи населения в Аргентине на 2010 год численность жителей департамента была 23888 против 20413 человек в 2001 году, что составило рост на 17,0%. Плотность населения — 25,3 чел./км².
Административный центр — Хенераль-Сан-Мартин.

## География
Департамент расположен в центре провинции Сан-Хуан.
Департамент граничит:
- на севере — с департаментом Хачаль
- на востоке — с департаментом Ангако
- на юге — с департаментом Ривадавия и Чимбас
- на западе — с департаментом Ульум

## Важнейшие населенные пункты[2]
| № | Населённый пункт          | Населённый пункт (исп.)  | Категория   | Население чел. (2010) | На карте                        |
| - | ------------------------- | ------------------------ | ----------- | --------------------- | ------------------------------- |
| 1 | Вилья-Хенераль-Сан-Мартин | Villa General San Martín | агломерация | 22046                 | 31°26′19″ ю. ш. 68°31′14″ з. д. |
| 2 | Эль-Ринкон                | El Rincón                | поселок     | 1252                  | 31°26′45″ ю. ш. 68°32′32″ з. д. |

#### Агломерация Вилья-Хенераль-Сан-Мартин
| № | Населённый пункт          | Населённый пункт (исп.)  | Категория | Население чел. (2001) | На карте                        |
| - | ------------------------- | ------------------------ | --------- | --------------------- | ------------------------------- |
| 1 | Вилья-Хенераль-Сан-Мартин | Villa General San Martín | город     | 13063                 | 31°29′34″ ю. ш. 68°31′57″ з. д. |
| 2 | Кампо-Афуэра              | Campo Afuera             | город     | 3153                  | 31°25′30″ ю. ш. 68°32′39″ з. д. |
| 3 | Вилья-Ампакама            | Villa Ampacama           | поселок   | 1128                  | 31°29′17″ ю. ш. 68°29′04″ з. д. |
| 4 | Ла-Каньяда                | La Cañada                | поселок   | 861                   | 31°29′35″ ю. ш. 68°32′19″ з. д. |